# Lasioglossum laterocinctum
Lasioglossum laterocinctum là một loài Hymenoptera trong họ Halictidae. Loài này được Cockerell mô tả khoa học năm 1945.